# 李治礼
李治礼（1928年2月—1993年11月），山西沁水人，中华人民共和国政治人物。
李治礼出生于山西省沁水县柿庄乡石墙村，1938年-1945年期间在乡办学校上学。1945年随校迁至中国共产党控制的高平县，1946年1月25日加入中国共产党，其后在高平担任教员工作。
1949年3月随中国人民解放军长江支队南下福建，途中到上海市组建了华东随军南下服务团。抵达福建后，在中共宁德县委担任干部，1954年9月升任县委委员、常委，1956年调往福安专区工作。
1961年，任中共柘荣县委代书记，1966年10月调任中共霞浦县委书记，1968年4月转任霞浦县革命委员会副主任、党的核心小组副组长（相当于县委副书记），1970年8月起在周宁任县委副书记、革委会主任等职，1983年4月任中共宁德地委委员、纪检委书记，1990年12月退休，离休后仍兼任宁德地区老体协主任、关协主任、计生协顾问、地区书协会长等职。1993年11月病逝。